# День метеоритики
День метеоритики — неофициальный праздник, посвященный науке метеоритике, людям, ищущим и изучающим метеориты. Отмечается 17 сентября.

## История
Праздник был придуман участниками экспедиций Комитета по метеоритам Академии наук СССР по поиску обломков Сихотэ-Алинского метеорита. Сначала отмечался в тайге на месте падения метеорита во время работы нескольких экспедиций в 1967—1975 годах. По воспоминаниям начальника экспедиций Евгения Кринова, в этот день исследователи подводили итоги сезонных работ и устраивали праздничный обед. Дата была выбрана не случайно —17 сентября день рождения отмечал один из руководителей экспедиций эстонский геолог, известный советский исследователей метеоритов Аго Аалоэ.